# Posets
El pic de Pocets, també conegut com a punta de Llardana, amb 3.375 m d'altitud, és el segon cim més alt dels Pirineus, després de l'Aneto (tots dos a la província d'Osca, comunitat autònoma d'Aragó). Amb una prominència de 1.125 m, al bell mig del massís, la vista que ofereix el fa un objectiu desitjable per a molts alpinistes.
Sembla que el nom de Pocets prové d'uns pous (posets, en benasquès) que hi ha al seu vessant occidental, i és com es diu el pic a la zona de Gistain (Chistau); mentre que, a Estòs i mont d'Astos (França), el cim es diu Llardana ('cremat'), per l'aridesa de la seva cara est. Segons el lingüista Joan Coromines, aquesta etimologia remet a Ilerditana, al límit septentrional de la terra dels ilergets.

## Primera ascensió
Va ser el 6 d'agost del 1856, després de l'Aneto. El primer alpinista que arribà al cim fou el britànic H. Halkett. Varen haver de passar quasi vint-i-cinc anys per a la primera ascensió hivernal, que la van fer Roger de Monts i Célestin Passet.

## Ruta Reial
És la ruta més coneguda. Des del pont d'Espiantosa (1.505 metres) a la vall de Benasc, es pot anar en devers 1h 45' fins al refugi Àngel Orús (2.095 m). Des del refugi, s'ha de partir cap al nord-oest seguint un caminoi molt ben marcat. En menys d'una hora, es travessa el torrent i s'arriba a una pleta. Un poc més amunt, el camí es bifurca. Agafant el de la dreta, s'entra a la canal Fonda, en què quasi tot l'any hi ha gel. Convé dur grampons i piolet.
Abans de tres hores, s'és als peus de la Dent de Llardana (a la qual s'hi pot pujar). Seguint per la pedrera primer i per la cresta de blocs fàcils, després, arribarem al cim en devers 4 hores (des del refugi).
Per davallar pel mateix camí, es triga devers 3 hores fins al refugi.